# Powidzko
Powidzko (deutsch: Powitzko, 1937–1945: Urdorf) ist ein Ort mit etwa 200 Einwohnern in der Landgemeinde Żmigród im Powiat Trzebnicki der Woiwodschaft Niederschlesien in Polen. Es liegt etwa fünf Kilometer südöstlich von Zmigród.
Bis 1945 deutsch, verlor das Dorf seinen slawischen Namen im Zuge der Germanisierung der schlesischen Ortsnamen in der Zeit des Nationalsozialismus. Viele Jahrhunderte gehörte das Dorf zum Güterkomplex der Herrschaft Trachenberg, die seit dem 17. Jahrhundert Eigentum des Adelsgeschlechts Hatzfeldt war.
Im Jahre 1909 führte der Generalsuperintendent Theodor Nottebohm die Kirchweihe in Powitzko unter Assistenz des Pastors Wiedemann durch. Powitzko war eine evangelische Tochterkirchengemeinde von Trachenberg. Unter Gebet und Segen übergab Nottebohm das Kirchengebäude mit Altar und Orgel der Gemeinde zur Nutzung. Der Kirchenbau wurde mit Hilfe des schlesischen  Gustav-Adolf-Vereins vollendet.
Als Geschenk von Auguste Victoria überreichte der leitende Geistliche eine Altarbibel mit ihrer handschriftlichen Widmung: „Der evangelischen Kirche in Pawitzko zur Einweihung am 3. November 1909“ und Unterschrift sowie dem Zusatz „Kaiserin und Königin“. Im Zusammenhang mit der Kirchweihe erhielten der Lehrer sowie Kantor Gustav Anders als Auszeichnung den Adler der Inhaber der Hohenzollerischen Hausorden und der Kirchenälteste Gustav Schniske das Allgemeine Ehrenzeichen. Diese verliehenen Auszeichnungen übergab der schlesische Generalsuperintendent persönlich, ebenso einen Kronenorden, 4. Klasse, an den engagierten Trachtenberger Kirchenältesten Hermann Hayn.
Die katholischen Christen hatten eine eigene Kirche. Der Präfekt Alois Benkel aus Breslau wurde 1914 katholischer Pfarrer in Powitzko.
Das Rittergut Powitzko hatte die Fläche von 178 ha, darunter 137 Äcker, 23 Wiesen und 7 Weiden.
Am 9. Januar 1658 starb hier der kaiserliche Feldmarschall Melchior Graf von Hatzfeldt, Grundherr von Trachenberg.

## Sehenswürdigkeiten
- Dorfkirche zum hl. Johannes dem Täufer, errichtet 1787–88, Barock und Klassizismus, mit einem mittelalterlichen Holz-Kruzifix;
- in der Nähe des Dorfes: Grenzpfahl der Freien Standesherrschaften Trachenberg, Militsch und der Besitzungen des Klosters Trzebnitz.

## Söhne und Töchter
- Carl Christoph von Hoffmann (* 6. August 1735; † 9. Januar 1801), preußischer Geheimrat und Kanzler der Universität Halle